# Museu de l'Alcúdia
Museu de l'Alcúdia (o Museo Monográfico de La Alcudia) és un museu situat junt a "Villa Illici", una vil·la de labor. El titular fou Alejandro Ramos, és a dir la seua titularitat era privada, i a partir del 1996 el gestiona la Fundació l'Alcúdia amb la Universitat d'Alacant.Consisteix en un vestíbul, sis sales, un pati i una sèrie de vitrines. Conté una biblioteca.

## Història
Es va crear com a reacció a la falta d'espai al Museu del Parc. Així el 1948 es van traslladar al garatge del director de les excavacions.
S'encarregà el 1969 a l'arquitecte Sr. Serrano el projecte de construcció la qual fou inaugurada el 1971. Destaca que l'edifici se situa damunt del jaciment arqueològic de l'Alcúdia.
Fou reinaugurat altra volta l'any 1990.
L'any 1996 es creà la Fundació l'Alcúdia i aquesta gestionà junt a la Universitat d'Alacant el museu.
El 2010 tornà a ser reformada la distribució de les sales.
El 2015 tornà a ser inaugurat.

## Contingut
Conté el material extret de les excavacions al jaciment l'Alcúdia datat des del Neolític fins al segle VIII dC: objectes del Neolític, èpoques calcolítiques, l'edat de bronze a la Sala d'Ingrés; del segle IV abans de Crist fins al segle V abans de Crist hi ha ceràmiques decorades amb pintura esquemàtica i geomètrica a la Sala I; escultures i elements arquitectònics de l'any 228 abans de Crist aproximadament d'on destaquen la Dama d'Elx (traslladada a Madrid), el Tors del Guerrer i ceràmiques pintades amb temes geomètrics i vegetals i ceràmiques àtiques de figures roges; de finals del segle iii aC al I abans de Crist a la Sala II on hi ha ceràmiques pintades amb representacions diverses; del segle I abans de Crist fins al segle I després de Crist hi ha restes del Temple de Juny i un mosaic hel·lenístic en llengua ibèrica escrita amb caràcters llatins a la Sala III; i d'entre el 256 i el principi del segle V després de Crist hi ha objectes tardorromans i visigòtics, destacant el mosaic policromats de la Basílica de Illici, a la Sala IV.